# Sandra Moreyra
Sandra Maria Moreyra (Rio de Janeiro, 28 de agosto de 1954 — Rio de Janeiro, 10 de novembro de 2015) foi uma jornalista brasileira da Rede Globo e RJTV.

## Carreira
Neta por parte de pai da jornalista Eugênia Moreyra e do poeta Álvaro Moreyra e de Roquette-Pinto por parte de mãe, filha do cronista esportivo Sandro Moreyra e mãe da também jornalista Cecilia Moreyra, Sandra formou-se em jornalismo pela UFF. Começou a atuar no jornalismo em 1975, com reportagens para o Jornal do Brasil, e a trabalhar em televisão em 1981. Durante sua carreira trabalhou como repórter, apresentadora, diretora de programação e editora.  Nos anos 2000, apresentou a coluna de gastronomia Arte da Mesa, no Bom Dia Brasil. 
Dentre seus trabalhos na televisão destaca-se o especial 1808 – A corte no Brasil, uma série de reportagens sobre os 200 anos da mudança da corte portuguesa ao Brasil.
No cinema, Sandra Moreyra trabalhou  como roteirista no documentário 70 (2013), da diretora Emília Silveira. O filme refere-se a um episódio ocorrido no auge da ditadura militar do Brasil, quando um grupo de 70 presos políticos foi libertado e banido do país,  em troca da libertação do embaixador suíço, Giovanni Enrico Bucher, que havia sido sequestrado por guerrilheiros da  Vanguarda Popular Revolucionária.

## Vida pessoal

### Luta contra o câncer e morte
Em agosto de 2013, a jornalista   usou sua página no Facebook para anunciar que lutava contra um câncer de esôfago.  Em janeiro de 2014, foi submetida a uma cirurgia para a retirada do tumor.Em setembro de 2014, voltou ao trabalho na TV Globo. Sandra veio a falecer na tarde de terça-feira, dia 10 de novembro de 2015, no Rio de Janeiro, depois de lutar contra um  câncer no esôfago, estava confiante que venceria a doença com a ajuda do marido e dos seus filhos, a sua última reportagem aconteceu em 7 de Novembro, sua morte comoveu colegas,  fãs, que trabalharam com Sandra. O jornalismo acabava de perder uma grande referência, e uma grande profissional.   
O velório aconteceu no Memorial do Carmo no Rio e no mesmo local o corpo da jornalista foi cremado.